# Instytut Uprawy, Nawożenia i Gleboznawstwa
Instytut Uprawy Nawożenia i Gleboznawstwa – Państwowy Instytut Badawczy (IUNG-PIB) – jednostka badawczo‑rozwojowa z siedzibą w Puławach, podległa Ministerstwu Rolnictwa i Rozwoju Wsi.
Instytut prowadzi prace obejmujące uprawę roślin, nawożenie, żyzność gleb oraz rozpoznanie i ochronę przestrzeni rolniczej. Placówka nawiązuje do tradycji nauk rolniczych w Puławach, sięgających roku 1862 oraz do osiągnięć Państwowego Instytutu Naukowego Gospodarstwa Wiejskiego, funkcjonującego w latach 1917–1950.

## Dyrektorzy
źródło:
- Anatol Listowski (1950–1968)
- Stanisław Nawrocki (1968–1991)
- Marian Król (1991–1995)
- Seweryn Kukuła (1995–2010)
- Wiesław Oleszek (2010–2024)[4]
- Mariusz Matyka (od 2024)

## Kierownictwo
- Mariusz Matyka – dyrektor od 15 lutego 2024
- Aleksandra Ukalska–Jaruga – zastępca dyrektora od 2 kwietnia 2024[5]
- Jarosław Stalenga – zastępca dyrektora od 2 kwietnia 2024

## Struktura naukowa Instytutu
Centrum Systemów i Technologii Produkcji Roślinnej
- Zakład Uprawy Roślin Zbożowych
- Zakład Uprawy Roślin Pastewnych
- Zakład Herbologii i Technik Uprawy Roli
- Zakład Biogospodarki i Analiz Systemowych

Centrum Badań Środowiskowych i Klimatu
- Zakład Agrometeorologii i Zastosowań Informatyki
- Zakład Gleboznawstwa, Erozji i Ochrony Gruntów
- Zakład Systemów i Ekonomii produkcji Roślinnej
- Zakład żywienia Roślin i Nawożenia
- Rolnicze Zakłady Doświadczalne

Innowacyjno-Naukowe Centrum Badań Rolniczych
- Zakład Biochemii i Jakości Plonów
- Zakład Hodowli i Biotechnologii Roślin
- Zakład Mikrobiologii Rolniczej

## Główne kierunki działalności naukowo-badawczej
- gleboznawstwo,
- nawożenie,
- uprawa roli,
- uprawa zbóż i roślin pastewnych,
- produkcja biomasy na cele energetyczne,
- hodowla i uprawa chmielu oraz tytoniu,
- wybrane zagadnienia z fitochemii i mikrobiologii rolniczej,
- ocena różnych systemów gospodarowania,
- regulacja zachwaszczenia w uprawach rolniczych,
- ograniczanie emisji gazów cieplarnianych,
- biogospodarka.

W roku 2005 IUNG uzyskał status państwowego instytutu badawczego.
W Instytucie pracuje 320 osób, w tym: 28 profesorów i 75 doktorów.
Prace badawcze są realizowane w 11 zakładach naukowych oraz 8 Rolniczych Zakładach Doświadczalnych położonych w różnych regionach Polski. RZD prowadzą produkcję rolniczą w zróżnicowanych warunkach klimatyczno-glebowych i organizacyjno-ekonomicznych. Są one jednocześnie centrami wdrażającymi w praktyce nowoczesne rozwiązania organizacyjne i technologiczne oferowane przez naukę.
Działalność IUNG jest wyraźnie ukierunkowana na problemy rozwoju zrównoważonego produkcji rolniczej i kształtowania środowiska rolniczego oraz wspieranie decyzji władz administracyjnych i samorządowych. Poprzez swoją działalność Instytut przyczynia się do zwiększenia innowacyjności i konkurencyjności polskiego rolnictwa. Współpracuje z ośrodkami doradztwa rolniczego, uczelniami i szkołami rolniczymi.
Istniejący w IUNG-PIB zintegrowany system informacji o przestrzeni rolniczej charakteryzuje się dużą reprezentatywnością i umożliwia wykorzystanie szeregu map numerycznych o różnej skali i zasięgu terytorialnym, przydatnych do zarządzania przestrzenią rolniczą.
W latach 2011–2015 Instytut realizował program wieloletni pt. „Wspieranie działań w zakresie kształtowania środowiska rolniczego i zrównoważonego rozwoju produkcji rolniczej w Polsce”, ustanowiony przez Radę Ministrów. Obecnie IUNG-PIB realizuje program wieloletni pod nazwą „Wspieranie działań w zakresie ochrony i racjonalnego wykorzystania rolniczej przestrzeni produkcyjnej w Polsce oraz kształtowania jakości surowców roślinnych” ustanowiony na lata 2016–2020 na mocy Uchwały 223/2015 Rady Ministrów z dnia 15 grudnia 2015 r.
IUNG-PIB jest koordynatorem programu wieloletniego pn. „Zwiększenie wykorzystania krajowego białka paszowego dla produkcji wysokiej jakości produktów zwierzęcych w warunkach zrównoważonego rozwoju”, ustanowionego na lata 2016–2020. Ponadto pracownicy Instytutu uczestniczą w realizacji programu wieloletniego dotyczącego postępu biologicznego i ochrony zasobów genowych, koordynowanego przez Instytut Hodowli i Aklimatyzacji Roślin – PIB w Radzikowie.
Instytut dysponuje nowoczesną bazą laboratoryjną, wzbogaconą o oddane do użytku w roku 2015 Innowacyjno-Naukowe Centrum Badań Rolniczych, w którym zgrupowane są wszystkie laboratoria i nowoczesna aparatura. Jest upoważniony do oceny i opiniowania wszystkich nawozów i substancji użyźniających wprowadzanych na rynek.
Ważne znaczenie praktyczne mają monitoringi stanu gleb i wód oraz System Monitoringu Suszy Rolniczej, wykonywany na zamówienie Ministra Rolnictwa i Rozwoju Wsi.
Wyniki badań IUNG-PIB stanowią wsparcie dla działań Rady Ministrów RP, Ministerstwa Rolnictwa i Rozwoju Wsi, władz samorządowych i administracyjnych, doradztwa rolniczego oraz rolników i przedsiębiorców rolnych.